# Aimo Jokinen
Aimo Allan Jokinen (* 2. April 1931 in Eräjärvi, Orivesi; † 21. Juli 2014) war ein finnischer Radrennfahrer.

## Sportliche Laufbahn
Jokinen war Teilnehmer der Olympischen Sommerspiele 1952 in Helsinki. Er startete in den Wettbewerben im Bahnradsport. Er bestritt mit Paul Nyman, Nils Olof Henriksson und Urho Sirén die Mannschaftsverfolgung. Das finnische Team blieb unplatziert.
1952 wurde er Vize-Meister in der Einerverfolgung und im 1000-Meter-Zeitfahren bei den nationalen Meisterschaften im Bahnradsport. Bei den UCI-Bahn-Weltmeisterschaften 1953 wurde er 17. in der Einerverfolgung.